# Estrela exótica

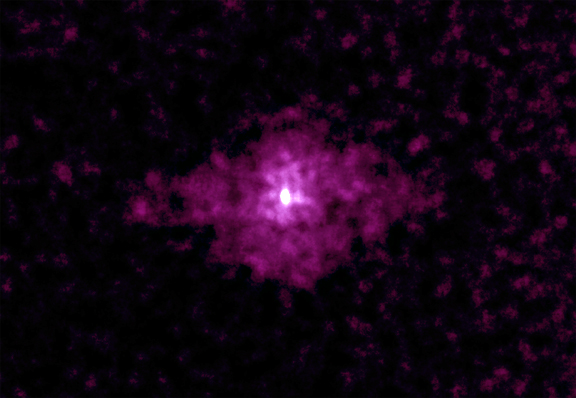
Imagem do telescópio Chandra da 3C58

Uma estrela exótica é uma estrela compacta composta de alguma coisa diferente de elétrons, prótons, e nêutrons, balanceados contra o colapso gravitacional pela pressão de degenerescência. Esta classe incluiria, por exemplo, estrelas estranhas (compostas de matéria estranha) e estrelas de préons. 
Os aglomerados estelares jovens e de massa elevada apresentam condições físicas apropriadas para a formação dessa classe de estrelas.

## Observações
Observações realizadas pelo Observatório de raios-X Chandra em abril de 2002 detectaram duas candidatas a estrelas estranhas, designadas RX J1852.5-3754 e 3C58, as quais se pensava serem estrelas de nêutrons. Segundo uma análise inicial dos dados observacionais, a primeira delas parece ser muito menor e a segunda muito mais fria do que deveriam ser, sugerindo que elas são compostas de algum tipo desconhecido de matéria mais densa de que se conhece.